# عباس عروة
عباس عروة، (12 نوفمبر 1962 -) هو حقوقي وناشط سياسي وبروفيسور حرّ في كلية الطب بمدينة لوزان السويسرية.

## حياته ونشأته
ولد في عام 1962 بالجزائر، أخصائي في الفيزياء الطبية وفيزياء الصحة. وهو أيضًا مدافع عن حقوق الإنسان وعامل في مجال تحويل الخلاف وتعزيز السلم، وناشط سياسي.
- إجازة بروفيسور حرّ من كلية الطب بجامعة لوزان، سويسرا (منذ 2006)
- شهادة الدكتوراه في الفيزياء الصحية من المدرسة الفدرالية متعددة التقنيات بمدينة لوزان (1991)
- شهادة خبير في الوقاية من الإشعاع من معهد فيزياء الإشعاع بمدينة لوزان (1989)
- شهادة الماجستير في الفيزياء الطبية من جامعة ساري ببريطانيا (1986)
- دبلوم الدراسات العليا في الفيزياء الالكترونية من جامعة الجزائر (1984)

## مسيرته
- عضو هيئة تدريس ماجستير الدراسات العليا في مجال السلم وتحويل الخلاف، الأكاديمية العالمية للسلم / جامعة بازل (2010-2012)[4]
- عضو هيئة تدريس ماجستير الدراسات العليا في مجال السلم وتحويل الخلاف، جامعة هاجاتيبي، أنقرة
- رئيس قسم العالم العربي لشبكة ترانسند الدولية من أجل السلم والتنمية والبيئة
- أحد مؤسسي معهد الهوڤار لدراسات حقوق الإنسان في جنيف في 1994
- مؤسس مؤسسة قرطبة لترقية السلم في جنيف في 2002 ومديرها الحالي
- أحد مؤسسي مؤسسة الكرامة لحقوق الإنسان في جنيف في 2004 وعضو مجلس أمنائها
- أحد مؤسسي حركة رشاد الجزائرية من أجل إقامة دولة العدل والحكم الراشد في 2007
- أحد مؤسسي المنظمة العربية للحريات والحكم الراشد في 2009
- أحد مؤسسي منظمة كامبوستيل—قرطبة لحوار معتنقي الأديان في 2010
- نظم وشارك في العديد من الندوات وورش التدريب والمؤتمرات العلمية وألّف ونشر العديد من التقارير والكتب والمقالات العلمية في مجال فض النزاعات والتنمية البشرية[5]

## اسهاماته[6]
- مدير شركة Ahead SA السويسرية المتخصصة في التكوين والأبحاث والاستشارات في مجال الفيزياء الطبية والوقاية من الإشعاع
- مدرّس بكلية الطب بجامعة لوزان
- مؤسس فريق العمل الأوروبي لتقييم آثار الإشعال الطبي على الساكنة سنة 2003
- عضو في العديد من الجمعيات العلمية الوطنية والدولية
- ألّف ونشر العشرات من التقارير والدراسات والمقالات العلمية في مجال الصحة العمومية

## المنشورات في مجال الفيزياء الطبية وفيزياء الصحة
- أوراق علمية مراجعة من طرف نظراء
- مساهمات في مؤتمرات علمية
- تقارير وفصول مختلفة